# Saab Skeldar

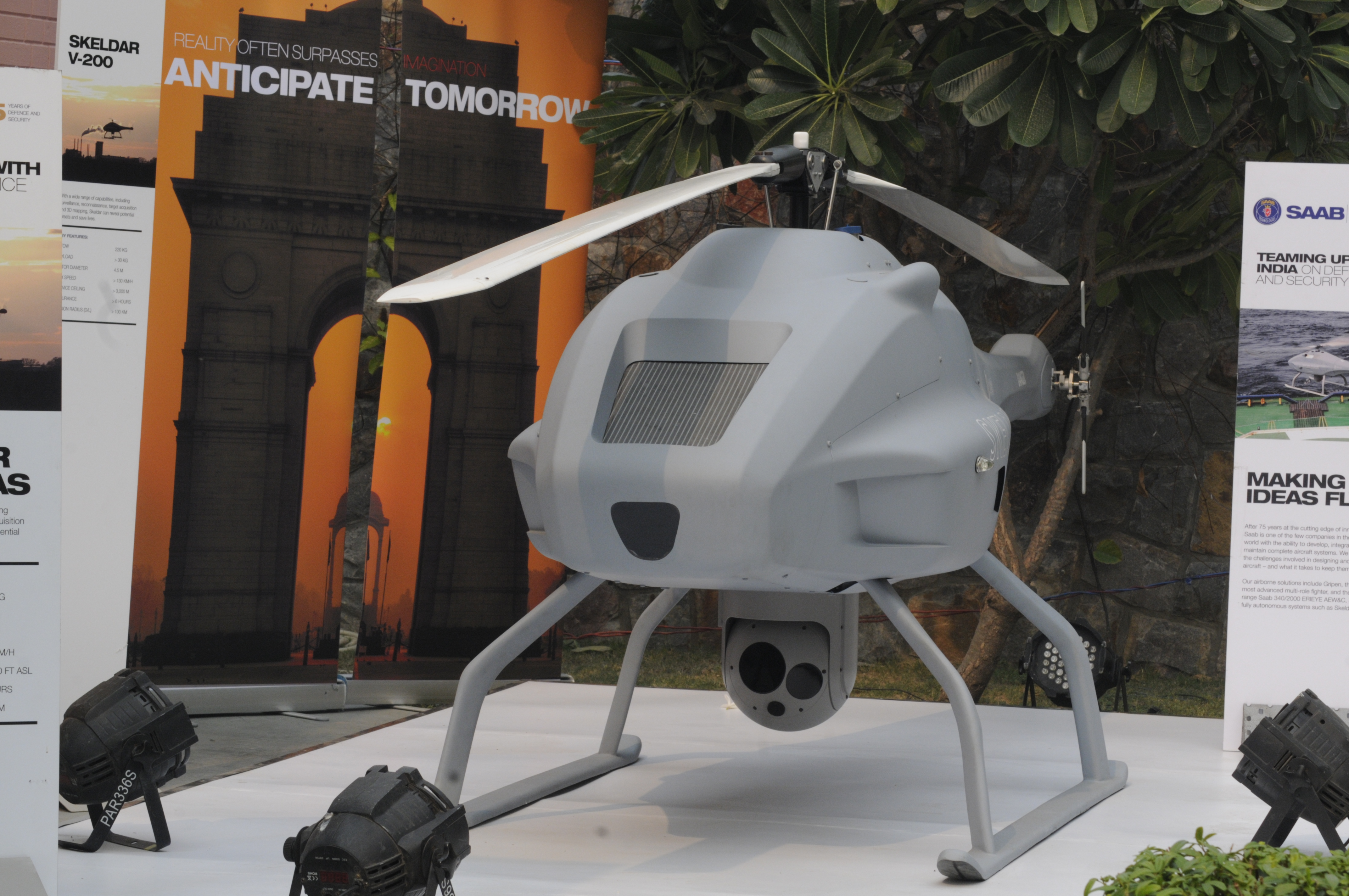
Dron Saab Skeldar

El Skeldar es un dron helicóptero tipo dron de vigilancia y un dron de reconocimiento táctico desarrollado por el fabricante de aviones sueco Saab. Su misión principal es la vigilancia.

## Desarrollo
El desarrollo del Skeldar comenzó en 2005 y el Skeldar V-150 es presentado en junio de 2006 en París, Francia. El Skeldar V-200 es la designación utilizada desde entonces.

## Descripción
El diseño del Skeldar V-200 le permite despegar y aterrizar en una plataforma de 15 m por 15 m. Estas operaciones se pueden realizar automáticamente.
El Skeldar puede equiparse con varios equipos, como una cámara, un puntero láser, una pequeña carga para convertirlo en un dron de transporte o equipo SIGINT, según la misión.
El Skeldar puede ser utilizado en el mar y en tierra por dos o más operadores. El puesto de control se puede integrar en un vehículo todoterreno o en un barco·.
Para operaciones navales, la estación de control se puede integrar en las consolas de operador normales de un barco y en los sistemas de gestión de batalla.

## Historia
En 2009, Saab se asoció con Swiss UAV para desarrollar y comercializar conjuntamente tres diseños VTOL (despegue y aterrizaje verticales): el Skeldar V-200 y los UAV suizos Neo S-300 y Koax X240 . Los tres sistemas se pueden controlar desde un puesto de control terrestre común de Saab.
A finales de 2015, Saab unió fuerzas con UMS y creó la empresa UMS Skeldar.
En septiembre de 2018, el UMS Skeldar V-200B fue seleccionado por la Deutsche Marine (armada alemana) para su uso a bordo de corbetas de la clase Braunschweig.
La Armada Real de los Países Bajos y el componente de la Armada belga utilizarán el V-200 en sus futuros MCMV (buque de guerra contra minas), el primero de los cuales estará operativo en 2024.
La Armada Española ha adquirió un ejemplar, el cual se probó en un buque de la clase Meteoro en fase de prueba. Actualmente está previsto instalarlo en más buques.

## Imágenes

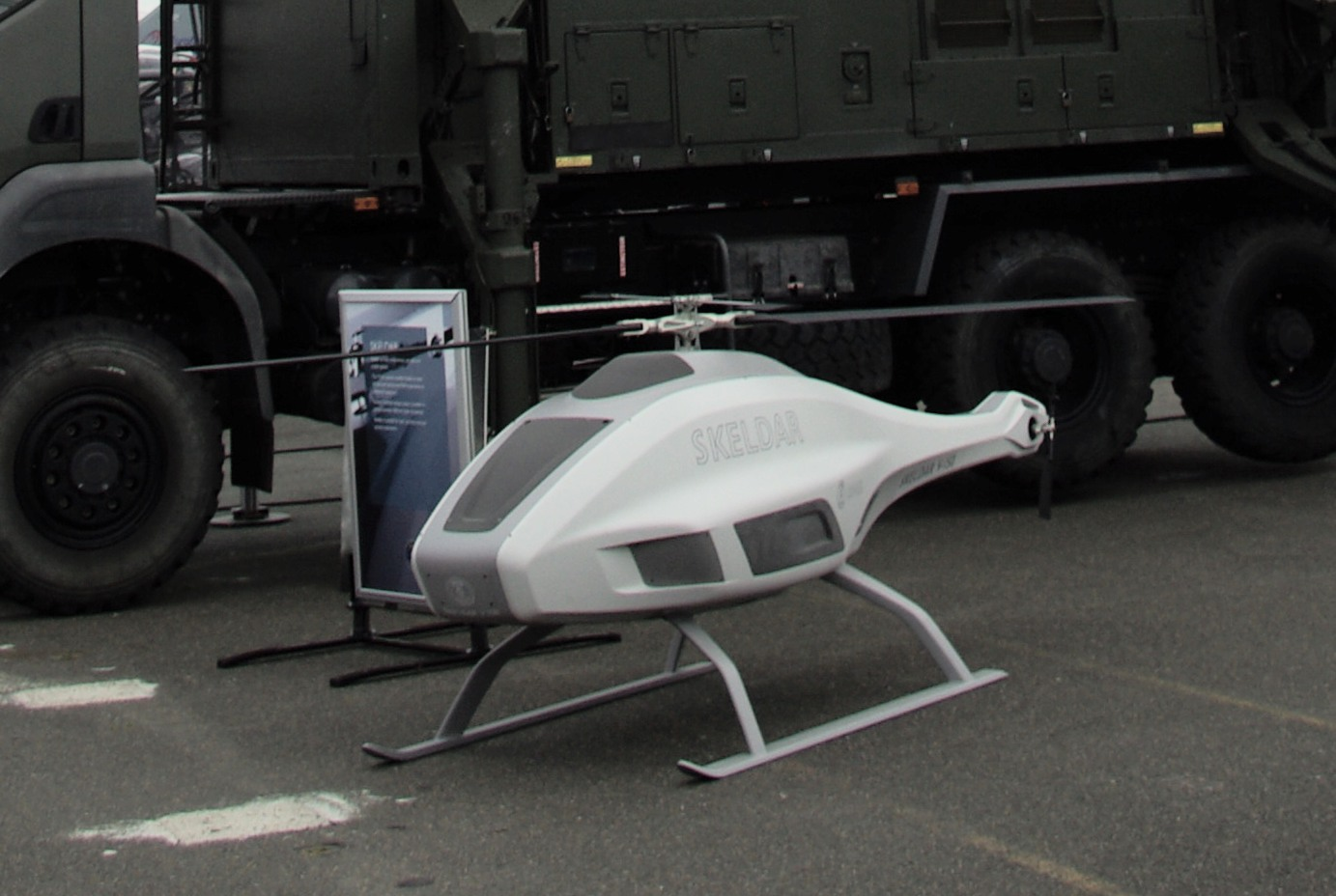
V-150
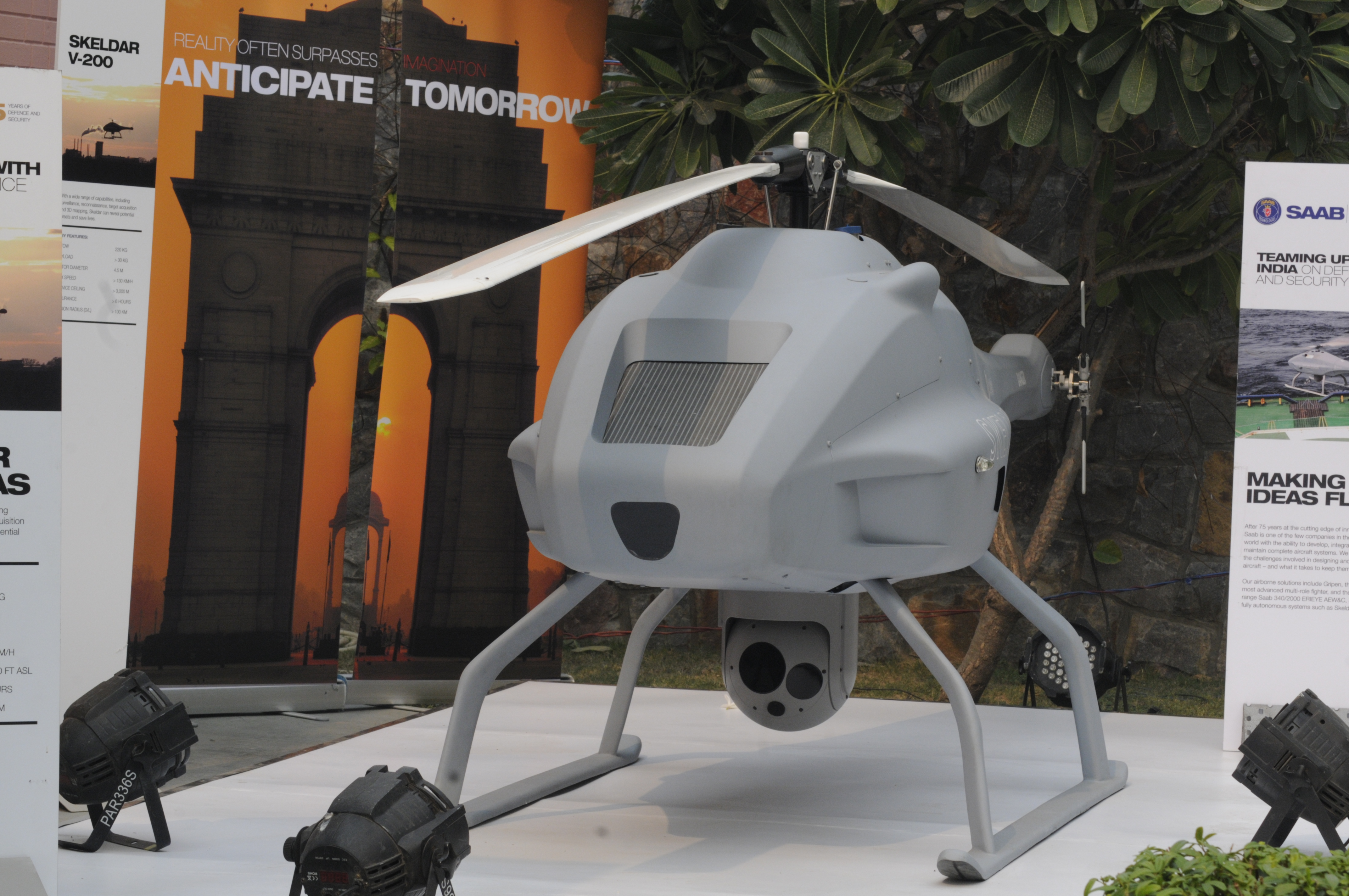
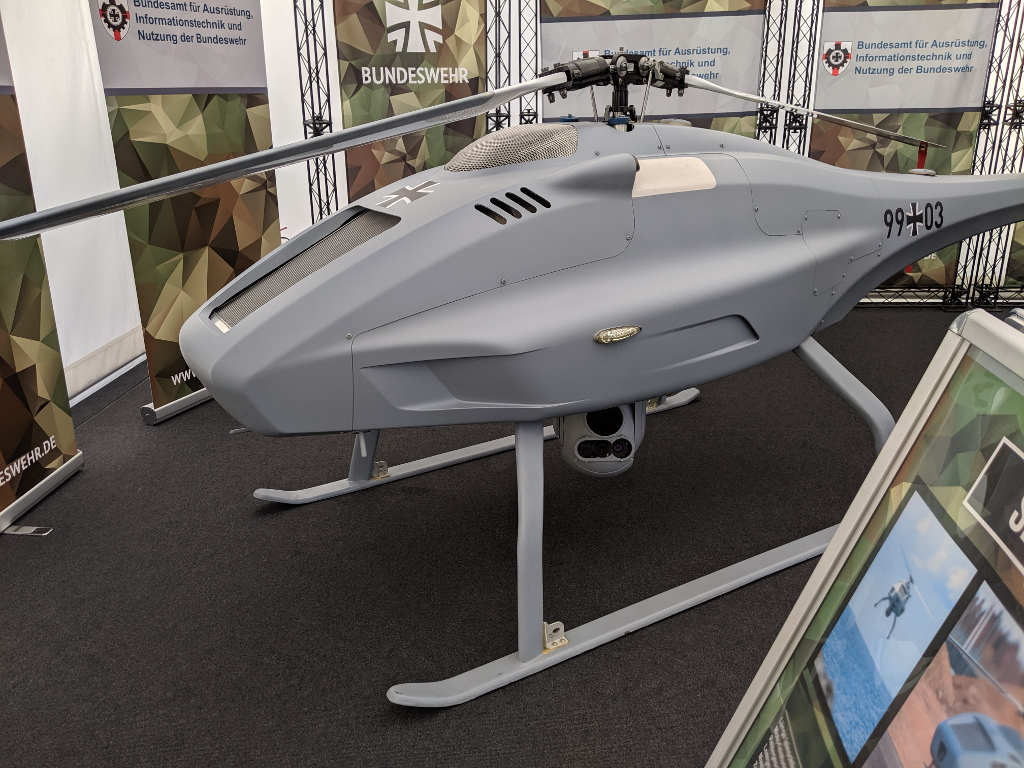